# Agudath Israel d'Amèrica
Agudath Israel d'Amèrica (en anglès: Agudath Israel of America) (de vegades anomenat Agudah) és una organització jueva ortodoxa dels Estats Units lliurement afiliada amb l'organització internacional World Agudath Israel. Agudah té com a objectiu satisfer les necessitats de la comunitat jueva ortodoxa, advoca pels seus drets religiosos i civils, i serveix als seus membres per mitjà de projectes caritatius, educatius i de serveis socials en tota Amèrica del Nord.

## Funcions
Agudah serveix com una organització de lideratge i política per als jueus haredim dels Estats Units, els quals representen a la gran majoria dels membres de la comunitat ultra-ortodoxa, alguns d'ells són coneguts amb l'antic nom de mitnagdim, uns altres, no obstant això, són membres de diversos grups hassídics. De totes maneres, no tots els grups hassídics estan afiliats amb l'organització Agudath Israel. Per exemple, al grup hassídic Satmar, que és vehementment antisionista, no li agrada la postura relativament moderada de l'organització Agudah cap a l'Estat sionista d'Israel.
Agudah té connexions ideològiques tant amb el partit polític Agudat Israel com amb el partit Déguel HaTorah (en hebreu; "La Bandera de la Torà"), dos partits polítics israelians ultra-ortodoxos que estan representats en la Knesset (el parlament d'Israel). A Israel, els partits Déguel HaTorah i Agudath Israel estan junts en una coalició política anomenada Judaisme Unit de la Torà. Agudah forma part també de l'organització mundial World Agudath Israel, que convoca conferències internacionals i trobades religioses.